# 린지 본
린지 캐럴라인 본(영어: Lindsey Caroline Vonn, 영어 발음: /ˈlɪn(d)z.i ˈkɛɹ.əˌlaɪn vɔ:n/, 1984년 10월 18일~)은 미국의 알파인 스키 선수이다. 결혼 전 이름은 린지 캐럴라인 킬다우(영어: Lindsey Caroline Kildow, 영어 발음: /ˈlɪn(d)z.i ˈkɛɹ.əˌlaɪn ˌkɪldaʊ/)였으며 올림픽에 4회 참가하여 금메달 1개와 동메달 2개를 획득했다. 또한 세계 선수권 대회에서 금메달 2개, 은메달 3개, 동메달 3개를 획득했고 알파인 스키 월드컵 종합 우승을 4회(2007-08, 2008-09, 2009-10 3시즌 연속, 2011-12) 달성하며 2024년 기준으로 아네마리 모저프뢸, 미케일라 시프린 다음으로 알파인 스키 월드컵 종합 우승을 가장 많이 획득한 여자 알파인 스키 선수 기록을 가지고 있다.
본은 알파인 스키 월드컵 활강 부문에서 우승을 8회 달성했고 슈퍼대회전 부문에서 우승 5회, 복합 부문에서 우승을 3회 달성했다. 2016년 20번째 알파인 스키 월드컵 크리스털 글로브(영어: Crystal Globe)를 획득하면서 1975년부터 1984년까지 잉에마르 스텐마르크가 세운 글로브 획득 기록(19회)을 제치고 크리스털 글로브를 가장 많이 획득한 남녀 통합 알파인 스키 선수가 되었다. 알파인 스키 대회들에서 슈퍼 랭킹 297.20점을 획득해 남녀 통합 역대 알파인 스키 선수들의 슈퍼 랭킹 순위에서 마르셀 히르셔, 시프린 다음으로 3위를 차지하고 있으며 2010년 동계 올림픽 알파인스키 여자 활강에서 금메달을 획득하면서 알파인스키 활강에서 금메달을 획득한 첫 번째 미국인 여성 선수가 되었다.
본은 알파인 스키 5대 종목(활강, 슈퍼대회전, 대회전, 회전, 복합)에서 모두 우승을 차지한 여섯 명의 여자 스키 선수들 중 한 명이며 월드컵 경기에서 총 82번 우승했다. 그녀의 월드컵 우승 기록은 2023년 1월 시프린이 그녀의 기록을 갱신하기 전까지 여자 알파인 스키 선수 통산 월드컵 최다 우승 횟수 기록을 유지했으며 2024년을 기준으로 시프린(90번)과 스텐마르크(86번)만이 본보다 더 많이 월드컵에서 우승한 선수들이다. 
본은 2010년 로레우스 세계 스포츠상을 받았고 미국 올림픽 패럴림픽 위원회가 선정한 2010년 올해의 미국 여자 스포츠인이 되었다. 그녀는 부상으로 인해 2012-13 시즌, 2013-14 시즌 FIS 알파인 스키 월드컵 대회 등 몇몇 대회들에 출전하지 못했고 부상에서 회복하는 동안 2014년 동계 올림픽 당시 NBC 뉴스의 특파원으로 일하기도 했다. 2019년 부상으로 인해 선수 경력 마감을 발표했으나 5년 뒤 2024년 11월 선수 복귀를 발표했다.

## 어린 시절
본은 1984년 미네소타주 세인트폴에서 앨런 리 킬다우(영어: Alan Lee Kildow)와 린다 앤 킬다우(영어: Linda Anne Kildow, 혼전 성씨는 크론(Krohn))의 딸로 태어났다.

## 선수 경력

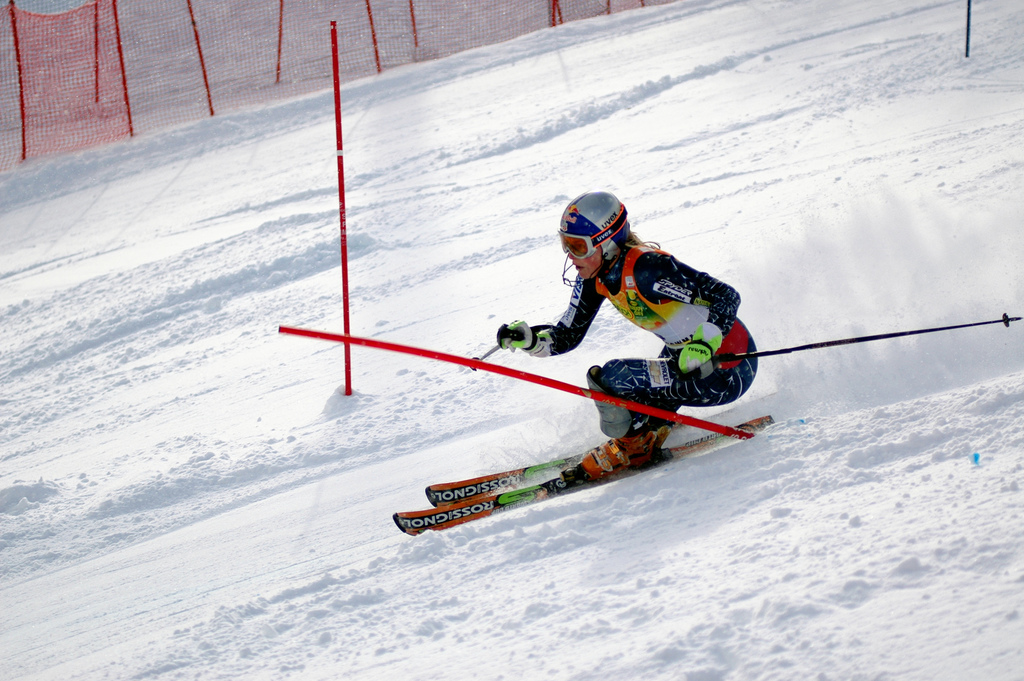
2006년 애스펀에서 열린 월드컵 활강 경기에서 경기 중인 본

2009년 세계 선수권 대회 활강과 슈퍼대회전에서 우승했다. 부상에서 회복한 이후 2010년 동계 올림픽에 참가하였다. 활강에서 금메달, 슈퍼대회전에서 동메달을 획득했으며 복합에서는 활강 부문에서 1위를 달렸으나, 회전 부문 경기 도중 넘어져 실격당했다.

## 개인사

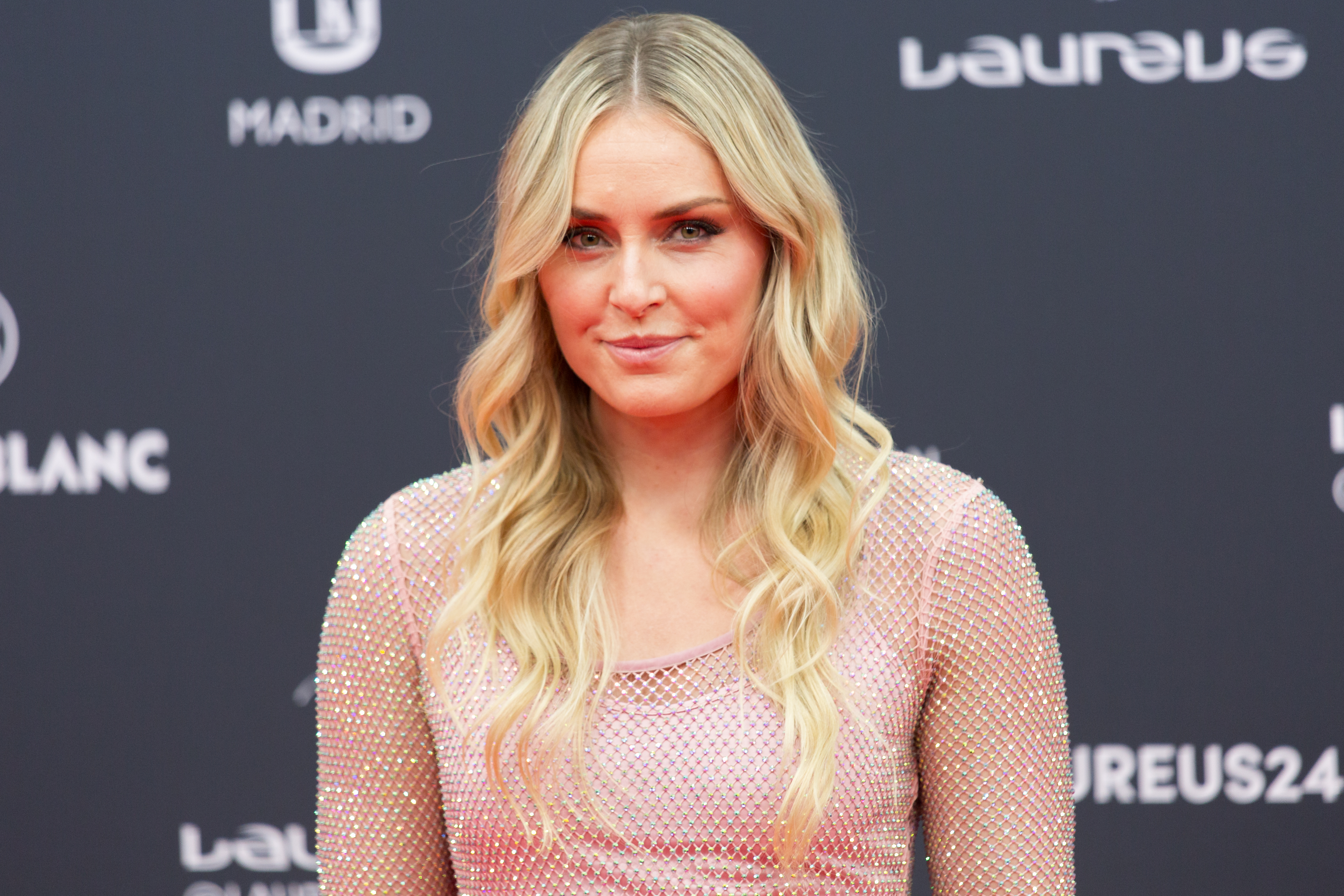
2024년 4월 로레우스 세계 스포츠상 시상식에 참석한 본

린지 본은 2007년 9월 29일에 2002년 동계 올림픽에 함께 출전했던 스키 선수 토머스 본과 유타주의 디어벨리에서 결혼식을 올렸고 남편의 성을 따라 이름을 '린지 킬다우'에서 '린지 본'으로 개명했다. 본 가족은 4년 뒤인 2011년 11월 이혼할 것을 발표했고 2013년 1월 9일 이혼했다. 그녀는 토머스와 이혼했어도 그의 성 '본'을 계속 사용할 것이라고 발표했다.
본은 2012년 자선 행사에서 타이거 우즈를 만나 2013년 3월부터 그와 교제했고 2015년 5월 결별했다. 2016년 그녀는 내셔널 풋볼 리그의 보조 코치 키넌 스미스(영어: Kenan Smith)와 교제했다가 2017년 결별했다. 2018년 6월 그녀는 P. K. 수밴과 교제를 시작했고 2019년 8월 23일 둘 사이에 약혼을 발표했다. 2019년 12월 본은 수밴에게 청혼했으나 2020년 12월 29일 그와 결별했다.